# Halowe Mistrzostwa Świata w Lekkoatletyce 1991 – bieg na 800 m kobiet
Bieg na 800 m kobiet – jedna z konkurencji rozgrywanych podczas halowych mistrzostw świata w lekkoatletyce w 1991. Eliminacje odbyły się 8 marca, półfinały miały miejsce 9 marca, finał zaś został rozegrany 10 marca.
Do eliminacji zgłoszonych zostało 17 zawodniczek z 13 państw.
Zawody w tej konkurencji wygrała reprezentantka Niemiec Christine Wachtel. Drugą pozycję zajęła zawodniczka z Rumunii Violeta Beclea, trzecią zaś reprezentująca również Rumunię Ella Kovacs.

## Wyniki

### Eliminacje
Źródło: 
Bieg 1
| Miejsce | Zawodniczka     | Państwo  | Wynik   | Uwagi |
| ------- | --------------- | -------- | ------- | ----- |
| 1.      | Ella Kovacs     | Rumunia  | 2:02,86 |       |
| 2.      | Aisling Molloy  | Irlandia | 2:03,56 |       |
| 3.      | Gabriela Lesch  | Niemcy   | 2:03,70 |       |
| 4.      | Małgorzata Rydz | Polska   | 2:04,03 |       |
| 5.      | Olga Burkanova  | ZSRR     | 2:05,00 |       |
| –       | Evelyn Musonda  | Zambia   | DSQ     |       |

Bieg 2
| Miejsce | Zawodniczka       | Państwo           | Wynik   | Uwagi |
| ------- | ----------------- | ----------------- | ------- | ----- |
| 1.      | Christine Wachtel | Niemcy            | 2:03,26 |       |
| 2.      | Violeta Beclea    | Rumunia           | 2:03,50 |       |
| 3.      | Charmaine Crooks  | Kanada            | 2:03,70 |       |
| 4.      | Joetta Clark      | Stany Zjednoczone | 2:03,84 |       |
| 5.      | Carmen Arrúa      | Argentyna         | 2:07,70 | NR    |
| –       | Lasnet Nkouka     | Kongo             | DNS     |       |

Bieg 3
| Miejsce | Zawodniczka     | Państwo           | Wynik   | Uwagi |
| ------- | --------------- | ----------------- | ------- | ----- |
| 1.      | Lubow Gurina    | ZSRR              | 2:05,37 |       |
| 2.      | Sharon Stewart  | Australia         | 2:05,54 | AR    |
| 3.      | Meredith Rainey | Stany Zjednoczone | 2:05,64 |       |
| 4.      | Helena Dziurová | Czechosłowacja    | 2:07,58 |       |
| 5.      | Li Wenhong      | Chiny             | 2:07,93 | NR    |

### Półfinały
Źródło: 
Bieg 1
| Miejsce | Zawodniczka       | Państwo           | Wynik   | Uwagi |
| ------- | ----------------- | ----------------- | ------- | ----- |
| 1.      | Christine Wachtel | Niemcy            | 2:01,70 |       |
| 2.      | Ella Kovacs       | Rumunia           | 2:01,75 |       |
| 3.      | Meredith Rainey   | Stany Zjednoczone | 2:02,19 |       |
| 4.      | Aisling Molloy    | Irlandia          | 2:02,93 |       |
| 5.      | Olga Burkanova    | ZSRR              | 2:03,51 |       |
| 6.      | Małgorzata Rydz   | Polska            | 2:03,54 |       |

Bieg 2
| Miejsce | Zawodniczka      | Państwo           | Wynik   | Uwagi |
| ------- | ---------------- | ----------------- | ------- | ----- |
| 1.      | Violeta Beclea   | Rumunia           | 2:01,44 |       |
| 2.      | Lubow Gurina     | ZSRR              | 2:01,48 |       |
| 3.      | Charmaine Crooks | Kanada            | 2:01,63 | NR    |
| 4.      | Joetta Clark     | Stany Zjednoczone | 2:02,02 |       |
| 5.      | Gabriela Lesch   | Niemcy            | 2:02,68 |       |
| 6.      | Sharon Stewart   | Australia         | 2:03,98 | AR    |

### Finał
Źródło: 
| Miejsce | Zawodniczka       | Państwo           | Wynik   | Uwagi |
| ------- | ----------------- | ----------------- | ------- | ----- |
| 01 !    | Christine Wachtel | Niemcy            | 2:01,51 |       |
| 02 !    | Violeta Beclea    | Rumunia           | 2:01,75 |       |
| 03 !    | Ella Kovacs       | Rumunia           | 2:01,79 |       |
| 4.      | Lubow Gurina      | ZSRR              | 2:02,04 |       |
| 5.      | Charmaine Crooks  | Kanada            | 2:02,27 |       |
| 6.      | Meredith Rainey   | Stany Zjednoczone | 2:04,82 |       |